# أعزبيات
أعزبيات أو لعزبيات (باللاتينية:  Azibiidae) هي فصيلة مُنقرضة من الرئيسيات الأحفورية في أواخر العصر الإيوسيني المُبكر أو أوائل المُتوسط، والتي عاشت في منطقة جور لاعزب في الجزائر. ويُعتقد أنها ترتبط بالحيوانات الرئيسية ذات المشط السني مثل الليموريات ولوريسيات الشكل، المعروفة باسم الهباريات، على الرغم من أن علماء دراسة مُستحاثات أسلاف البشر، مثل مارك جودنوت، قد جادلوا بأنهم ربما يكونوا سعالي بدائية.